# Sanvignes-les-Mines
Sanvignes-les-Mines este o comună în departamentul Saône-et-Loire, Franța. În 2009 avea o populație de 4.353 de locuitori.

## Evoluția populației
| An        | 1975  | 1982  | 1990  | 1999  | 2006  | 2009  |
| --------- | ----- | ----- | ----- | ----- | ----- | ----- |
| Populație | 6.266 | 5.728 | 4.918 | 4.342 | 4.373 | 4.353 |